# Kabula (Busokelo)
Kabula ist ein Verwaltungsbezirk (Ward) des Distrikts Busokelo in der tansanischen Region Mbeya.

## Geografie
Kabula liegt im Südwesten von Tansania. Die Fläche des Bezirks beträgt 44,5 Quadratkilometer. Bei der Volkszählung 2022 lebten hier 6368 Menschen in 1718 Haushalten.

## Gliederung
Der Bezirk besteht aus vier Gemeinden (Mtaa) mit 16 Orten (Kitongoji):
| Kitema - Ipyasyo - Lwale - Lubaga - Ngulu | Kapyu - Mbegele - Kikota - Kapyu Chini | Kanyelele - Kanyelele - Ntangasale - Kasebe | Ndembo - Itete - Ndembo - Malambo - Kagwina - Ikambaku - Ikombe |

## Wirtschaft und Infrastruktur
- Landwirtschaft: Ackerbau und Viehzucht sind die wichtigsten Wirtschaftszweige. Hauptsächlich angebaut werden Mais, Bohnen, Bananen, Avocados, Maniok, Mangos und Kakao. Als Nutztiere werden Kühe, Schweine, Ziegen, Hühner und Enten gehalten.[6]
- Bildung: Die im Bezirk liegenden sechs Grundschulen werden von 2400 Schülern besucht. Eine weiterführende Schule bildet 300 Jugendliche aus (Stand 2017/18).[6]
- Gesundheit: Im Bezirk befindet sich ein Gesundheitszentrum.[6]

## Sehenswürdigkeiten
- Wasserfälle: An den Flüssen Ntete, Busango und Lufilyo befinden sich Wasserfälle.[7]
- Naturbrücke: Im Dorf Nsoso überspannt eine natürliche Brücke den Fluss Mambwe.[7]
- Kilambo-Quelle: Die Kilambo-Quelle liefert so heißes Wasser, dass darin Eier gekocht werden können.[7]